# Cremeschnitte

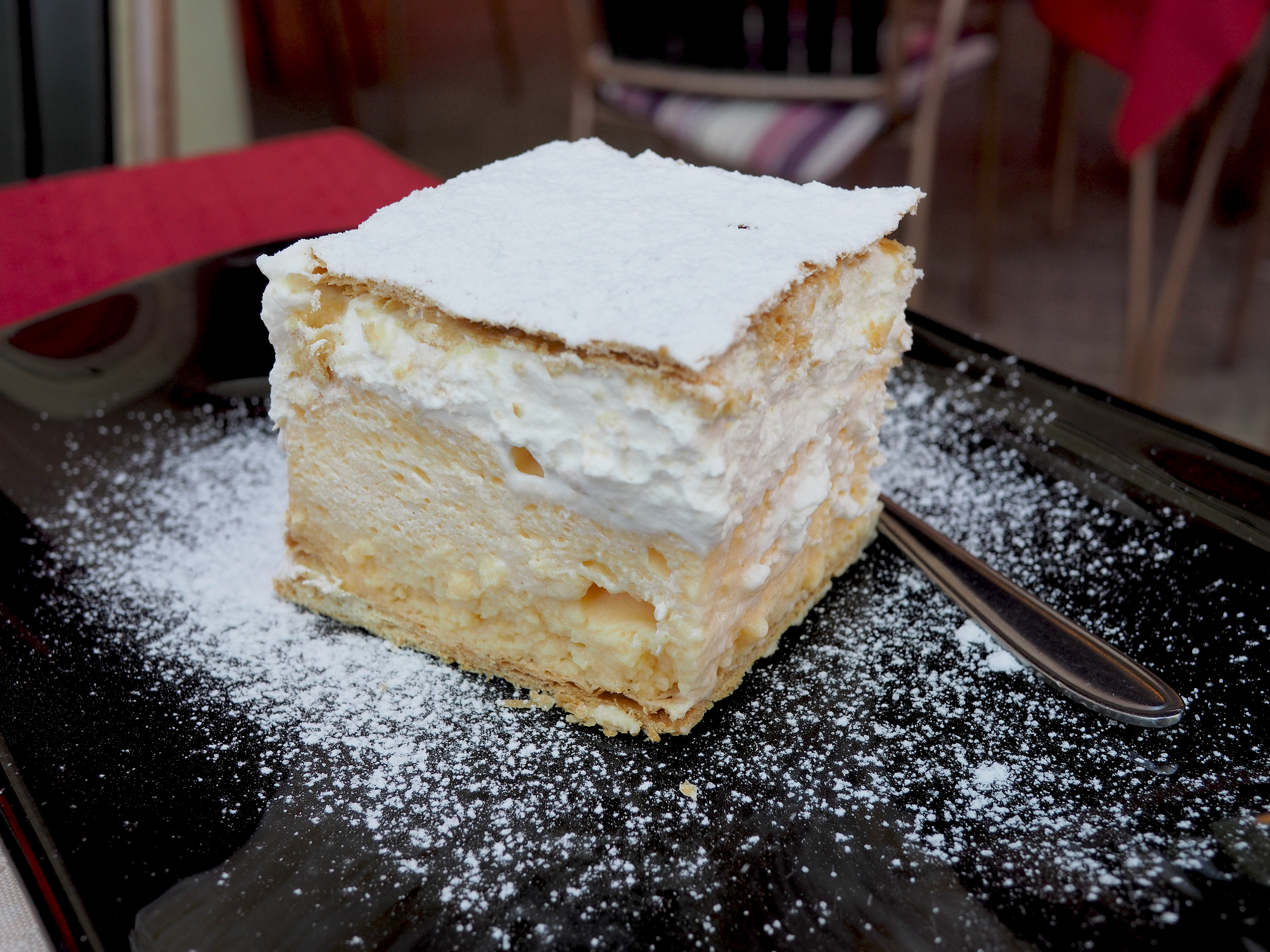
El famoso Bled cremschnitte

Un cremeschnitte (en bosnio: krempita, en croata: kremšnita, en alemán: Cremeschnitte: Cremeschnitte, en húngaro: krémes: Abrillantador, en rumano: cremșnit o crempita, en serbio: кремпита/krempita, en eslovaco: Krémeš, en esloveno: kremna rezina or kremšnita) es un pastel de nata montada y natilla popular en varios países de Europa Central. Hay muchas variedades regionales, pero todos ellos incluyen una base de hojaldre y natilla.

## Por país

### En Eslovenia
En Eslovenia, el kremna rezina es generalmente asociado con la ciudad de Bled, un destino turístico Alpino en el noroeste de Eslovenia. La receta del pastel fue llevada al Parque de Hotel local en 1953 por Ištvan Kovačevič, el chef de la tienda de pastelería del hotel. Él fue a Bled desde Serbia donde era consumido un pastel similar. Para octubre de 2009, 10 millones de pasteles de crema han sido horneados en el patisserie del hotel desde su invención. El nombre del postre significa simplemente "trozo de crema". La mayoría de lugareños refieren a él como kremšnita, de la palabra alemana Cremeschnitte, con el mismo significado. Mientras el kremna rezina de Bled ha celebrado su diezmillonésima tarta producida, el Slaščičarna Lenček, el cual está localizado en Domžale, en año 2013 celebró el 75.º aniversario desde entonces que se hizo la primera tarta un cuál se apellida  Lenčkova kremna rezina.

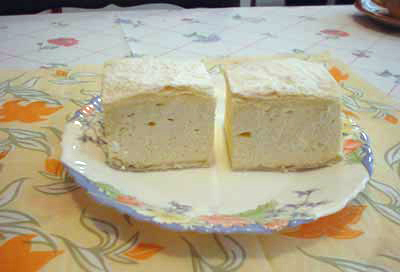
Krempita

### En Croacia
En Croacia, las dos variantes más populares sonel  Samoborska kremšnita de la ciudad de Samobor y Zagrebačka kremšnita de la capital, Zagreb. El extremadamente popular Samoborska kremšnita está caracterizado tener una capa superior de hojaldre, el relleno consiste predominantemente en crema pastelera (menos crema batida) con merengue y se termina con azúcar pulverizado. El Zagrebačka kremšnita tiene un característico glaseado de chocolate en vez de la parte superior de hojaldre, mientras que sigue manteniendo la base de hojaldre. La receta clásica para Samoborska kremšnita se considera que fue diseñada por Đuro Lukačić a principios de los 1950s, basada en diferentes variantes más antiguas encontradas en patisseries de Zagreb.

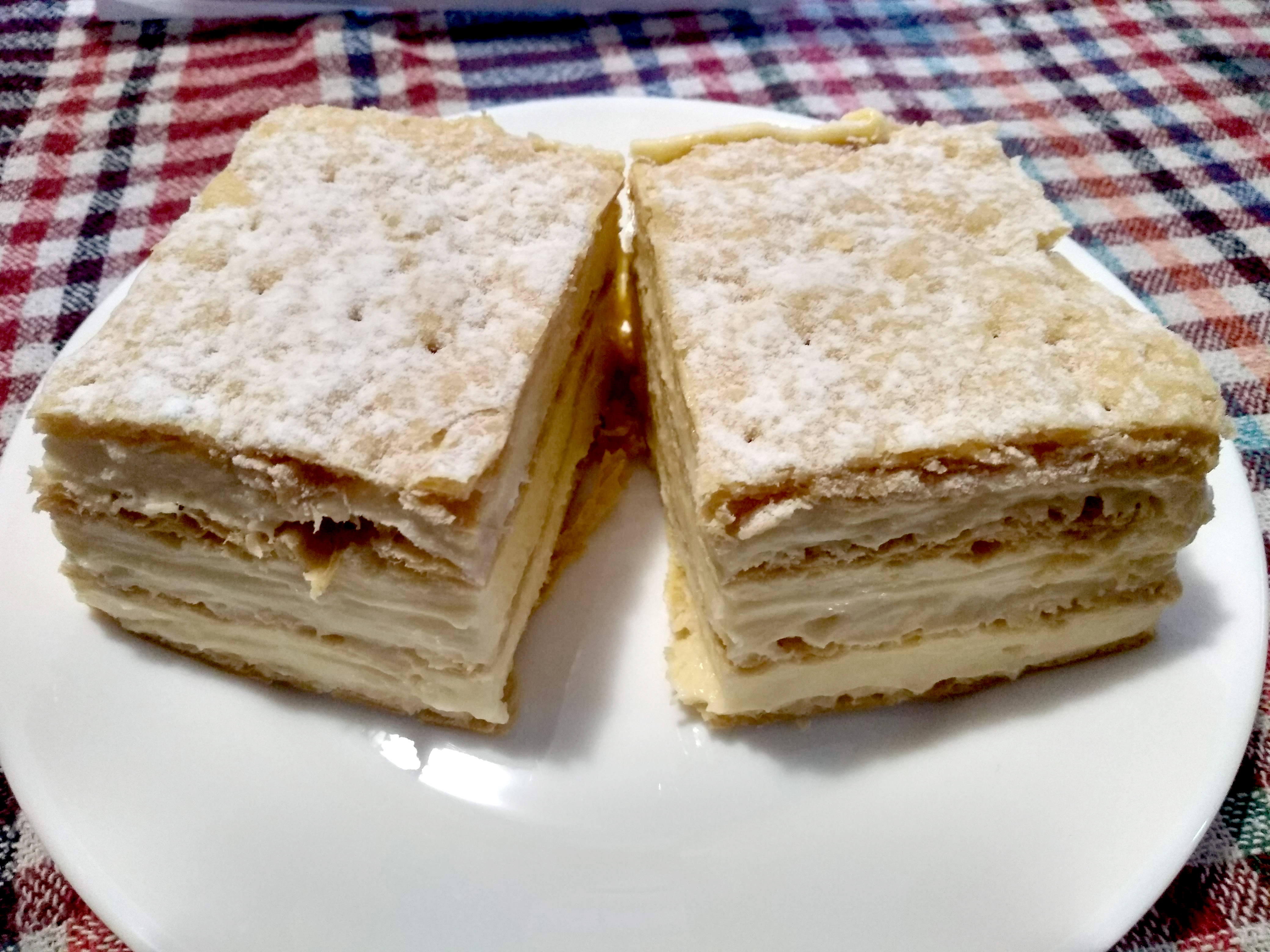
Kotorske krempite se hicieron en Montenegro. Vienen de Kotor y están hechos con tres capas de masa y dos capas de crema

### En Serbia, Bosnia y Herzegovina, y Montenegro
En Serbia, Bosnia y Herzegovina, y Montenegro, el plato es conocido como krempita 'pastel de crema'. Es normalmente preparado con masa de hojaldre El relleno es normalmente natilla densa pura, menos común es combinarlo con merengue (claras de huevo batidas y azúcar). Una receta similar con el relleno solamente de merengue se llama Šampita.

### En Polonia
La napoleonka o kremówka (en eslovaco Krémeš, en alemán Cremeschnitte) es un pastel de crema polaco. Está hecho de dos capas de hojaldre, rellenas de nata montada, crema de mantequilla, crema de vainilla o algunas veces crema de clara de huevo y generalmente es espolvoreado con azúcar glas. También se puede decorar con crema o cubrirlo con una capa de glaseado.
En algunos sitios de Polonia, el pastel es conocido como kremówka ("pastel de crema") y en otros como napoleonka. El pastel en sí es una variación del milhojas, un postre francés.

### En Australia
En Australia, el plato es más conocido como 'trozo de vainilla'.